# بوجاري
بوجاري (بالبرتغالية: Bujari‏) هي بلدية تقع في البرازيل في أكري. يقدر عدد سكانها بـ 6,543 نسمة ومساحتها 3,468 كم2 .